# Айхов
А́йхов или Ду́бе (нем. Eichow; н.-луж. Dubje) — деревня в Нижней Лужице, Германия. Входит в состав коммуны Кольквиц района Шпре-Найсе в земле Бранденбург.

## География
Находится примерно в четырнадцати километрах западнее Котбуса. Через деревню проходит автомобильная дорога L514 и на север — федеральная трасса 15. Через южную часть деревни проходит железнодорожная линия Галле — Котбус и через северную часть — железнодорожная линия Берлин — Гёрлиц.
Соседние населённые пункты: на севере — деревня Бобов, на востоке — деревня Ксишов, на юге — деревня Лаз (входит в городские границы Фечау), на западе — город Фечау.

## История
Впервые упоминается в 1458 году под наименованием Eychen.
До 1993 года была центром одноимённой коммуны. С 1993 года входит в состав современной коммуны Кольквиц.
В настоящее время деревня входит в состав культурно-территориальной автономии «Лужицкая поселенческая область», на территории которой действуют законодательные акты земель Саксонии и Бранденбурга, содействующие сохранению лужицких языков и культуры лужичан.

## Население
Официальным языком в населённом пункте, помимо немецкого, является также нижнелужицкий язык.
Согласно статистическому сочинению «Dodawki k statisticy a etnografiji łužickich Serbow» Арношта Муки в 1884 году проживало 548 человек (из них — 513 серболужичан (94 %)).
Лужицкий демограф Арношт Черник в своём сочинении «Die Entwicklung der sorbischen Bevölkerung» указывает, что в 1956 году при общей численности в 663 человека серболужицкое население деревни составляло 22,3 % (из них нижнелужицким языком активно владело 109 человек, 22 — пассивно и 17 несовершеннолетних владели языком).
| 1875 | 1890 | 1910 | 1925 | 1939 | 1946 | 1950 | 1964 | 1981 | 1992 | 2006 |
| ---- | ---- | ---- | ---- | ---- | ---- | ---- | ---- | ---- | ---- | ---- |
| 525  | 492  | 462  | 501  | 445  | 724  | 693  | 533  | 558  | 416  | 476  |